# Jugband Blues
Pistes de A Saucerful of Secrets
See-Saw
Jugband Blues est la dernière chanson du deuxième album de Pink Floyd, A Saucerful of Secrets. Elle apparaît également sur Echoes: The Best of Pink Floyd. Ce sera la dernière composition pour Pink Floyd de Syd Barrett, génie devenu mentalement instable par sa trop grande consommation de drogue (notamment le LSD).

## Enregistrement et structure musicale
Avec cette chanson, il signe une sorte de testament où il fait référence à son éviction du groupe (And I don't care if I'm nervous with you) et de ses problèmes dus à la drogue (I don't care if the sun don't shine). 
L'enregistrement de cette chanson est surréaliste, comme c'est souvent le cas avec Syd : il fait venir à l'improviste plusieurs musiciens de l'Armée du salut qui se produisaient dans la rue et leur demande de jouer selon leur envie durant l'enregistrement. Deux versions seront enregistrées, l'une improvisée selon la volonté de Syd (version qui apparaît sur l'album) et l'autre, plus en accord avec le reste de la chanson, à la demande de Norman Smith.
La fin de Jugband Blues est caractérisée par un son de guitare électrique saturée jouée par Syd Barrett et puis plus rien. Le silence laisse place au son mélodieux d'une guitare acoustique et Syd Barrett prononça ses 4 dernières lignes de texte avec Pink Floyd, les 2 dernières sont une belle conclusion pour son travail avec le groupe; "And what exactly is a dream/And what exactly is a joke" ce que on peut traduire par "Et qu'est ce qu'un rêve exactement/et qu'est ce qu'une blague exactement".
Les jug bands renvoient aux tout débuts du blues à Memphis, lorsque les musiciens jouaient en orchestre avec des instruments traditionnels (guitare, banjo) et des objets détournés de leur fonction première, comme la cruche (jug en anglais) ou la planche à laver (washboard).

## Vidéo promotionnel
Même si la dépression de Barrett était grandissante, Jugband Blues a son clip promotionnel. On peut y voir Pink Floyd sur une scène et sous fond coloré qui change de couleur chaque seconde (changement de couleur presque épileptique). Pendant l'instrumental de fanfare, on peut apercevoir Roger Waters et Richard Wright jouer respectivement du tuba et du trombone. Nous pouvons également noter que c'est le seul clip du groupe où Barrett joue de la guitare acoustique. Bien qu'il exécute les paroles et les accords correctement, Syd Barrett a le regard vide et le visage sans expression particulière, il avait déjà la tête et les idées ailleurs.

## Musiciens
- Syd Barrett - guitares, chants
- Roger Waters - guitare basse, tuba
- Richard Wright - claviers, trombone
- Nick Mason - batterie, percussion
- Fanfare de l'Armée du Salut  - kazoo, castagnettes

## Liens
- Site officiel de Pink Floyd
- Site officiel de Roger Waters
- Site officiel de David Gilmour